# MJ Meléndez
MJ Meléndez (Daytona Beach, Florida, 29 de noviembre de 1998) es un jugador profesional estadounidense de béisbol que se desempeña en la posición de jardinero izquierdo en Kansas City Royals, equipo de las Grandes Ligas de Béisbol (MLB).

## Carrera
Fue seleccionado en la segunda ronda en el Draft de la MLB de 2017. En 2022 hizo su debut profesional con el equipo Kansas City Royals, donde lleva jugando tres temporadas.